# Chloé Lopes Gomes
Chloé Lopes Gomes (Niça, aprox. 1991) és una ballarina francesa coneguda per ser la primera ballarina negra del Staatsballet de Berlín.

## Vida personal
Lopes Gomes va néixer a Niça, França. El seu pare és de Cap Verd, i la seva mare és francesa i algeriana.

## Carrera
Lopes Gomes primer va prendre lliçons de ball al Conservatori de Niça. Més tard va entrenar a l'Ècole Nationale Supérieure de Danse de Marsella i a continuació a l'Acadèmia Bolshoi de Ballet a Rússia. Ha actuat amb l'Opera de Niça, el New English Ballet Theater i el Ballet Béjart a Lausana, Suïssa.
Lopes Gomes es va unir a l'Staatsballett de Berlín el 2018 i es va convertir en la seva primera ballarina de ballet negra. El 2020, el contracte de Lopes Gomes no es va renovar i va deixar l'Staatsballet de Berlín. Més tard, Lopes Gomes va al·legar que va ser discriminada a causa de la seva raça i li van ordenar que portés maquillatge blanquejador per actuar mentre estava a Staatsballett Berlin. L'Staatsballett Berlin va dur a terme una investigació per les reclamacions, després li va donar 16.000 euros a Lopes Gomes i va renovar el seu contracte en un acord extrajudicial.
Lopes Gomes va ser nomenat a la BBC's 100 Women 2021.